# Syllabisk (musik)
Syllabisk betyder inom musiken att varje stavelse i en sång har ny ton, i motsats till melismatisk sång, som har fler toner per stavelse.